# 黄花无柱兰
黄花无柱兰（学名：Amitostigma simplex）为兰科无柱兰属下的一个种。其种加词“simplex ”意为“简单、单一的”。
现接受名为黄花无柱兰（Ponerorchis simplex (Tang & F.T.Wang) X.H.Jin, Schuit. & W.T.Jin, 2014）。